# مارتونیی
مارتونیی (به مجاری:  Martonyi) یک منطقهٔ مسکونی در مجارستان است که در ناحیه ادلنی واقع شده‌است.